# Лысенко, Сергей Иванович
Сергей Иванович Лысенко (Лёра Сумской, Серый или Иваныч) — влиятельный украинский криминальный авторитет, вор в законе (фактически после депортации Антимоса в 2009 году и смерти Мамеда в 2011 году стал наиболее значимой фигурой в воровском движении), приверженец старых воровских традиций, имеет несколько судимостей, опирается на поддержку ряда московских воров, курирует украинские места лишения свободы, имея во многих колониях своих «смотрящих», участвует в разрешении споров и конфликтов в криминальной среде, в меру своих сил сдерживает кавказскую экспансию на Украину.

## Биография
Сергей Лысенко родился 31 августа 1954 года в Сумах. Во времена СССР был судим четыре раза. В 1993 году был «коронован» в сумском ресторане «Вечорныци», в мае 1998 года был осуждён на семь лет за вымогательство. Во время своих отсидок неоднократно организовывал акции неповиновения как в СИЗО, так и в колониях Харькова и Львова. После освобождения подолгу проживал в Москве, постепенно закрепив за собой статус второго по влиянию вора на Украине, имел свой региональный «общак». В июне 2006 года Лысенко был задержан в Сумах, но вскоре освобожден. В начале 2007 года Лёра попытался подмять под себя некоторые предприятия на левом берегу Киева (небольшие фирмы, торговые точки и парковки), но после «наезда» на него сотрудников УБОПа был вынужден уехать в Москву.
31 августа 2008 года во время празднования дня рождения Лёры Сумского в ялтинском ресторане «Тифлис» было задержано 28 воров в законе из России и с Украины (большинство из них вскоре были отпущены, один, находившийся в международном розыске, задержан, а Лысенко, оказавшего при задержании сопротивление, оштрафовали). 5 февраля 2009 года его вновь задержали в одном из ресторанов Киева в компании нескольких криминальных авторитетов (у них изъяли огнестрельное оружие, а Лёра вновь оказал сопротивление). 11 марта 2009 года Лысенко был задержан сотрудниками ГУБОПа Украины и УБОПа Киева возле киевской гостиницы «Украина» якобы за проведение «воровской сходки», но вскоре был освобождён (также на встрече присутствовал родственник вора в законе Армена Арутюняна по кличке Армен Каневский — Артур Арутюнян).
После смерти могущественного вора в законе Сергея Мамедова (Мамед), скончавшегося в ноябре 2011 года от рака желудка, началась борьба за республиканский общак, который он контролировал. С одной стороны на него претендовали кавказцы — воры в законе Серго Глонти (Гуга), Рамаз Цикоридзе (Рамаз Кутаисский) и Бахыш Алиев (Ваха), которых поддержал старейший одесский «законник» Валерий Шеремет (Шарик). Им противостоял Лёра Сумской, которого поддержали российские воры в законе Анатолий Якунин (Сенька Самарский), Юрий Пичугин (Пичуга) и Василий Христофоров (Воскрес), близкие к славянскому крылу клана Деда Хасана. После серии арестов конкурентов вверх взяла группа Лёры Сумского.
В мае 2012 года Лёра Сумской в компании с ворами в законе Юрием Пичугиным (Пичуга) и Алексеем Сальниковым (Лёша Краснодонский) был задержан в Киеве во время «сходки», на которой они утвердили Андрея Недзельского (Неделя) «смотрящим» по Киеву. А уже 7 июня 2012 года Лысенко был задержан на Киевском вокзале в Москве, куда прибыл для встречи с другими ворами. В сферу интересов Лысенко и людей из его ближайшего окружения входят подпольные игорные заведения, «крышевание» фирм и нелегальных водочных цехов, торговля наркотиками и оружием. Имеет огромное влияние в Сумской области, а также в Киеве, контактируя со многими высокопоставленными чиновниками и правоохранителями.
Среди ближайших связей Лысенко — сумской криминальный авторитет и бывший чемпион мира и Европы по тхэквондо Вячеслав Тимофеев, вор в законе и «смотрящий» по Киеву Андрей Недзельский (Неделя), воры в законе Алексей Сальников (Лёша Краснодонский) и Юрий Пичугин (Пичуга).
По некоторым данным, постоянно проживает в Анталье.